# مشاعية
المشاعية عادة ما تشير إلى نظام يدمج الملكية المجتمعية والاتحادات المجتمعية المستقلة المحلية. ويعرف موراي بوكشين، وهو اشتراكي ليبرالي بارز، فلسفة الحزب المشاعي السياسي التي طورها على أنها «نظرية الحكومة أو نظام الحكم الذي تشارك فيه المناطق أو المجتمعات الصغيرة المستقلة في الاتحاد الفيدرالي»، وكذلك «مبادئ وممارسات الملكية المجتمعية». لا يعني مصطلح «حكومة» في هذه الحالة قبول الدولة أو التسلسل الهرمي من الأعلى إلى الأسفل.
يبدو أن هذا الاستخدام ظهر في أواخر القرن العشرين للتمييز بين الأنظمة المستندة إلى الشيوعية والحركات السياسية الأخرى أو الحكومات التي تتبنى أفكارًا متشابهة. على وجه الخصوص، غالبًا ما يوصف المجتمع والحركات السابقة التي تدعو إلى مثل هذه الممارسات بأنها «فوضوية» و «اشتراكية» أو «شيوعية».
نفذت العديد من المجتمعات التاريخية التي تمارس الشيوعية القواعد الداخلية لملكية المجتمعية في سياق الشيوعية الفيدرالية. فمن الممكن نظريًا أن يضم اتحادًا لمجتمعات لا تمارس قواعد الملكية الشيوعية، وهذا يعني أن الحكومة القومية الشاملة قد تكون اتحادًا لمجتمعات صغيرة، ولكن الملكية الخاصة بدلاً من الملكية الجماعية هي النظام داخل كل بلدية من هذا القبيل. انتقد كارل ماركس، الذي غالبا ما ينظر إليه باعتباره مؤسس الشيوعية الحديثة، الأشكال القديمة، بما في ذلك الشيوعية البدائية على أنها سيئة التصميم وأنها عرضة للتفتت في الممارسة.
يربط هادي العلوي المشاعية بتراث مشرقي متجذر يمتد من العالم العربي إلى الصين، فيتتبعه في كتابه «مدارات صوفية: تراث الثورة المشاعية في الشرق» عبر تجارب وأعلام إسلامية مختلفة أبرزها المتصوفة والقرامطة وعلي ابن أبي طالب وصحبه مروراً بـحواريي المسيح والطاويين في الصين، وغيرهم. يعرف العلوي المشاعية قائلاً «المشاعية بالتعريف الاقتصادي تضاد الملكية فالمشاع لا يملك»  ويقول «بلوغ الحرية بالتخلي عن الملكية يعني الوقوع في المشاعية». يعرف العلوي المشاعية قائلاً «المشاعية بالتعريف الاقتصادي تضاد الملكية فالمشاع لا يملك»  أما سياسياً فيركز العلوي على أفقية المجتمع المشاعي (ص٤١-٦٨).

## تاريخ المشاعية في الدين المسيحي
في هذا المجتمع القائم أساسًا على الدين، فإن المبدأ المشترك للاشتراكية الذي استخدمته الكنيسة المسيحية المبكرة كما هو موضح في أعمال الرسل، والذي عبر عن المبدأ العام الواسع «لكل الأشياء المشتركة»
وكثيرًا ما طورت التجارب المشاعية عبر التاريخ العداوات المريرة حيث تنازع الأطراف حول القضايا الدقيقة الكامنة وراء الارتباك حول تعاريف. كانت باريس واحدة من هذه الحالات.

## الحركات الشيوعية العلمانية
«الشيوعية التحررية» هي محاولة مبررة تاريخياً لتنظيم المجال السياسي بشكل أساسي وديمقراطي ولإعطائه مضمونًا أخلاقيًا. هذا أكثر من مجرد إستراتيجية سياسية. هذه هي الرغبة في الانتقال من فرص ديمقراطية خفية أو ناشئة إلى تحول جذري في المجتمع، إلى مجتمع يركز على الاحتياجات البشرية، ويلبي المتطلبات البيئية ويطور أخلاقًا جديدة تقوم على التضامن. وهذا يعني تعريفاً جديداً للسياسة، وعودة إلى المعنى اليوناني الأساسي - إدارة المجتمع أو القطبية من خلال الاجتماع العام، الذي يتم فيه تشكيل التوجهات السياسية الرئيسية، والاعتماد على المعاملة بالمثل والتضامن.
كانت المشاعية كفلسفة سياسية أول ما صاغه الكاتب الاشتراكي الشهير والناشط الاشتراكي موراي بوكشين كنظام سياسي يكمل فلسفته البيئية في الإيكولوجيا الاجتماعية.
وبينما كان يُنظر إليه في الأصل على أنه شكل من أشكال الأناركية الاجتماعية، فقد طور لاحقاً الشيوعية في أيديولوجية منفصلة تضم ما اعتبره أكثر العناصر فائدةً في الأناركية اليسارية والماركسية والنقابية والإيكولوجية الراديكالية. من الناحية السياسية، يدافع الشيوعيون عن مجتمع لا مركزي لا طبقي، يتكون من شبكة من جمعيات المواطنين الديمقراطيين بشكل مباشر في مجتمعات أو مدن فردية منظمة بطريقة كونفدرالية.